# The Prince of Tennis
Tennis no Ouji-sama (яп. テニスの王子様 Тэнису но О:дзисама, Принц тенниса) — популярная японская сёнэн-манга, созданная Такэси Кономи. Впервые манга была опубликована в Японии в журнале Weekly Shōnen Jump издательства Shueisha в июле 1999 года. Последняя глава вышла 3 марта 2008 года. Всего было выпущено 379 глав, изданных в 42 танкобонах. К моменту выхода 40 тома, было распродано уже 40 миллионов копий в Японии. В декабрьском выпуске 2008 года Jump Square было сообщено о разработке сиквела к манге. Продолжение манги под названием New Prince of Tennis начало выходить в Jump Square 4 марта 2009 года. Её сюжет начинается через несколько месяцев после конца изначальной манги.
Манга была адаптирована в аниме-сериал режиссёром Такаюки Хамана на студии Trans Arts, и он был спродюсирован Nihon Ad Systems и TV Tokyo. Аниме демонстрировалось в Японии по спутниковому каналу Animax и сети TV Tokyo с 10 октября 2001 года до 30 марта 2005, показав всего 178 серий. В апреле 2006 года OVA-продолжение аниме было выпущено на DVD. Начало второго OVA-сериала было выпущено 22 июня 2007 года приблизительно через 3 месяца после первого. Вторая OVA закончилась 25 января 2008 года и третья и последняя OVA началась 25 апреля 2008.
Серия стала крупным медиа франчайзом и обрела множество других адаптаций, кроме аниме. С апреля 2003 года было выпущено 15 мюзиклов . В 2005 году вышел анимационный фильм, также как игровой фильм в 2006. Франчайз также включал длительное шоу на радио, множество видеоигр, саундтреков и других продуктов.

## Сюжет
Основное действие серии происходит в Токио вокруг Рёмы Этидзэна, гениального игрока в теннис, учащегося в Академии Сэйсюн Гакуэн (яп. 青春学園 Сэйсюн Гакуэн) или, если коротко, Сэйгаку (яп. 青学), частной школе, знаменитой своим теннисным клубом. После поступления Рёма быстро побеждает нескольких старшеклассников и занимает место в основном составе школьной команды. Улучшая своё мастерство и заводя новых друзей, команда стремится к своей основной цели: победе на Национальном теннисном турнире между средними школами.

## Персонажи

### Сэйгаку
Рёма Этидзэн (яп. 越前 リョーマ Этидзэн Рё:ма) — главной герой произведения Рёма, студент первого года обучения в Академии Сэйгаку, известный в Америке как «Принц тенниса» и сын знаменитого в своё время «Самурая Нандзиро». Поступив в Сэйгаку, быстро стал членом команды. Любимая фраза Рёмы: «мада мада данэ». Левша, но способен играть обеими руками. Особые приёмы: Кручёная подача, Drive A, Drive B, Drive C, Drive D, Samurai Drive, Cool Drive, Муга-но Кёти.
Сэйю: Дзюнко Минагава
Кунимицу Тэдзука (яп. 手塚 国光 Тэдзука Кунимицу) — капитан теннисного клуба Сэйгаку. Студент третьего курса в Академии Сэйсюн Гакуэн, гениальный игрок, участвовал в национальном турнире за год до начала действия произведения. Особые приёмы: Укороченный Дзэро-сики, Муга-но кёти, Предел Упорного труда, Предел Блистающего разума, Зона Тэдзуки, Фантом Тэдзуки, подача Дзэро-сики.
Сэйю: Рётаро Окиаю
Сюитиро Оиси (яп. 大石 秀一郎 О:иси Сю:итиро:) — вице-капитан теннисного клуба Сэйгаку. Студент третьего курса, вместе с Эйдзи Кикумару составляет «Золотую пару» Сэйгаку, команду, участвующую в парных играх национального турнира за год до начала действия произведения. Особые приёмы: Лунная дуга, Территория Оиси.
Сэйю: Такаюки Кондо
Сюсукэ Фудзи (яп. 不二 周助 Фудзи Сюсукэ) — студент третьего курса, необычайно талантливый игрок команды Сэйгаку, часто называемый «гением» из-за своих тактических навыков. Второй по силе игрок в Сэйгаку после Тэдзуки. Особые приёмы: Хигума Отоси, Цубамэ Гаэси, Хакугэй, Врата-которые-сторожат-гекатонхейры, Кагеро Зуцуми, Хакурю.
Сэйю: Юки Кайда
Эйдзи Кикумару (яп. 菊丸 英二 Кикумару Эйдзи) — студент третьего курса Академии Сэйсюн Гакуэн, Игрок «Золотой пары» Сэйгаку, команды, участвовавшей в парных играх национального турнира за год до начала действия произведения. С помощью своего акробатического стиля игры может вернуть даже те мячи, которые кажутся невозможными. Эйдзи всегда весел, даже во время матчей. Особые приёмы: Базука Кикумару, Лучик Кикумару.
Сэйю: Хироки Такахаси
Такаси Кавамура (яп. 河村 隆 Кавамура Такаси) — учится на третьем курсе в Академии Сэйсюн Гакуэн, очень скромный и тихий человек, но стоит ему взять в руки ракетку, и он полностью меняется, становясь агрессивным и очень напористым. Известен своими мощными ударами. Особые приёмы: Хадокю, Дэш Хадокю.
Сэйю: Нару Кавамото
Садахару Инуи (яп. 乾 貞治 Инуи Садахару) — высокоинтеллектуальный игрок. Студент третьего курса Академии Сэйсюн Гакуэн, он играет в теннис, используя данные, собранные о противнике и рассчитывая каждый удар — свой и противника. Его стиль называют как «информационный теннис». Особые приёмы: теннис по данным, Скоростная подача, Водопад.
Сэйю: Кэндзиро Цуда
Такэси Момосиро (яп. 桃城 武 Момосиро Такэси) — студент второго курса и первый шельмец в Сэйгаку. Наиболее открытый и дружелюбный в команде, очень эмоционален. Больше всех дружит с Рёмой и соперничает с Кайдо. Особые приёмы: Dunk Smash, Jack Knife.
Сэйю: Масая Оносака
Каору Кайдо (яп. 海堂 薫 Кайдо: Каору) — учится на второго курсе Академии Сэйсюн Гакуэн, у него есть прозвище «Гадюка», которое он получил благодаря своему основному удару, «Удару змеи», изгибающемуся удару справа, заставляющему противника много перемещаться по корту. Кайдо — самый выносливый игрок в команде. Соперничает с Момосиро. Особые приёмы: Снэйк, Бумеранг снэйк, короткий снэйк, Торнадо снэйк, гироснэйк.
Сэйю: Кохэй Коясу

## Манга
Манга The Prince of Tennis впервые была опубликована в Японии в издательстве Shueisha в Еженедельном журнале Shonen Jump  в июле 1999 года. Публикация велась до 3 марта 2008 года, в общей сложности было написано 379 главы, объединённых в 42 тома. Серия была приостановлена, когда Такэси Кономи был ранен в результате несчастного случая в июле 2006 года, но в сентябре 2006 года издание манги возобновилось. На момент выпуска 40-го тома манги в Японии было продано более 40 миллионов копий. Манга закончилась финалом Национального теннисного турнира между Сэйгаку и их соперником Рикайдай.
Продолжение манги под названием New Prince of Tennis начало выпускаться в серии ежемесячного журнала Jump Square с 4 марта 2009 года, через год после окончания манги The Prince of Tenni. Действие происходит через несколько месяцев после Национального турнира, которым закончилась первая манга, и возвращения Рёмы в Японию после пребывания в Америке. По популярности продаж в Японии в январе 2012 года 7-й том манги New Prince of Tennis занимает четвёртое место.

## Аниме
Сериал The Prince of Tennis, режиссёром которого был Такаюки Хамана, анимирован студией Trans Arts совместно с Nihon Ad Systems и TV Tokyo. Аниме-сериал был показан по всей Японии спутниковой телевизионной сетью Animax и глобальной сетью TV Tokyo с 10 октября 2001 года по 30 марта 2005 года; он включает в себя в общей сложности 178 серий.
С 22 марта 2006 года и по 23 марта 2007 года была показана OVA «Zenkoku Taikai Hen (Национальный турнир)» как продолжение аниме-сериала общей сложностью в 13 серий. Начале показа второй серии OVA «Zenkoku Taikai Hen Semifinal (Полуфинал национального турнира)» был выпущен 22 июня 2007 года, примерно через 3 месяца после окончания первого, и содержало шесть серий. Закончена вторая OVA была 25 января 2008 года. Третья OVA «Zenkoku Taikai Hen Final (Финал национального турнира)» началась 25 апреля 2008 года через полгода после окончания второй. OVA-3 закончилась 23 января 2009 года и содержало также шесть серий плюс нулевая. Эти три OVA составляют двадцати шести серийную историю об участии Сэйгаку и их основных противниках в Национальном турнире. Четвёртая OVA под названием Another Story (Другая история) был выпущен 26 мая 2009 года, который включал два эпизода: Fū'un Shōnen Atobe (Обстоятельства маленького Атобэ), который показал первокурсников нынешней команды Хётэй, и Нанива не Ōjisama (Принц Нанивы), где Сэйгаку решает устроить совместный матч с Ситэнходзи. Второй DVD в Another Story был выпущен 25 сентября 2009 года. OVA-5 под названием Tennis no Ouji-sama OVA Another Story II: Ano Toki no Bokura выпускалась c 26 августа по 26 октября 2011 года и содержала четыре серии плюс один бонусный мини-эпизод. Все OVA  срежиссированы Сюнсукэ Тада.
С 4 января 2012 года по 28 марта 2012 года было выпущено продолжение аниме The Prince of Tennis под названием The New Prince of Tennis в переводе «Новый принц тенниса», режиссёром которого стал Хидэё Ямамото. The New Prince of Tennis был анимирован совместно M.S.C. и Production I.G и показан в Японии по TV Tokyo, TV Aichi, TV Osaka. Сюжет начинается с момента окончания последней истории.
С 29 октября 2014 года по 26 июня 2015 года было выпущено OVA-6 с 10 сериями под названием Shin Tennis no Ouji-sama OVA vs Genius10 все с тем же режиссёром  Хидэё Ямамото.